# Poul Gernes
Poul Gernes (født 19. marts 1925 på Frederiksberg, død 22. marts 1996) var en dansk kunstmaler, grafiker og billedhugger, som var født og opvokset på Frederiksberg i København. Han var gift med tekstilkunstneren Aase Seidler Gernes. De havde fire børn, heriblandt digteren Ulrikka Gernes.
I 1943 kom han i lære som litograf, og i 1949 debuterede han på Kunstnernes Efterårsudstilling. Poul Gernes arbejdede gennem 1950'erne bl.a. med prototyper til møbler og lamper. Omkring 1960 genoptog han maleriet og udstillede separat i Galleri Hybler i København. I 1961 modtog han et legat fra Thorvaldsen-Eckersbergfondet, og han startede sammen med kunsthistorikeren Troels Andersen den eksperimenterende kunstskole Eks-skolen.
I 1965 bosatte Poul Gernes sig i Ekeröd i Skåne og modtog et arbejdslegat fra Statens Kunstfond.
Poul Gernes døde i 1996, 71 år gammel.
Efter Gernes død er det kommet frem, at Aase Seidler Gernes har været behjælpelig med design og farvevalg. Dette skriver Mikkel Bogh i forordet til bogen "Aase Seidler Gernes".

## Større arbejder
I 1968 fik Poul Gernes til opgave at udsmykke Københavns Amts Sygehus i Herlev, som var under opførelse og blev indviet i 1976.
I 1977 påbegyndte han udsmykningen af Carlsberg Bryggeriernes Tappehal.
I 1988 blev hans kendte udsmykning af Palads-biografen til.

## Filmografi
- Normannerne, (1976), Manuskript, Instruktion